# ورزش در مازندران
این مقاله به موضوعات و اهمیت ورزش در مازندران می‌پردازد.

استان‌های ایران بر اساس تعداد ورزشکارانی که مدال طلای المپیک‌های مختلف را کسب کردند. استان مازندران با هشت مدال‌آور طلا بیشترین تعداد را داراست.

مازندران با ۸ مدال طلا، ۷ نقره و ۴ برنز، ۲۱ درصد مدال‌های ایران در المپیک را کسب کرده‌است که بیشترین سهم در میان مدال‌های ایران در المپیک است.

## مازندران؛ قطب ورزشی ایران
استان مازندران قطب ورزش کشور می‌باشد و این استان بیشترین تعداد مدال در رقابت‌های المپیکی، جهانی و آسیایی برای ایران به دست آورده‌است. یک سوم مدال‌های طلا المپیک توسط ورزشکاران مازندران به دست آمده‌است. معروف‌ترین ورزش مازندران ورزش ملی ایران کشتی است که در این بین جویبار را پایتخت کشتی ایران می‌نامند و ورزش‌های دیگری مانند ورزش‌های رزمی و توپی مانند والیبال، بسکتبال و فوتبال رونق بسیار در این استان داشته و یکی از قطب‌های ورزشی ایران و جهان به حساب می‌رود و از پایگاه‌های ورزشی ایران است و همه ساله بیشترین قهرمان ایرانی در تورنمنت‌های مختلف از این استان است. کشتی محلی لوچو، چک چیشت، بندی و میس میسی از جمله کشتی‌های محلی مازندران می‌باشد.
مهم‌ترین تیم‌های ورزشی مازندران در لیگ‌های ورزشی ایران؛ باشگاه فوتبال نساجی مازندران، باشگاه فوتسال شهروند ساری، باشگاه والیبال هراز آمل، باشگاه بسکتبال کوچین آمل هستند.
از مهم‌ترین ورزشگاه‌های مازندران می‌توان به ورزشگاه شهید وطنی قائمشهر، سالن سید رسول حسینی ساری و سالن پیامبر اعظم آمل اشاره نمود.

## ورزش‌های سنتی
کشتی لوچو 
کشتی میس میسی
فوتشال (فوتبال در شالیزار)

## برندگان مدال طلا

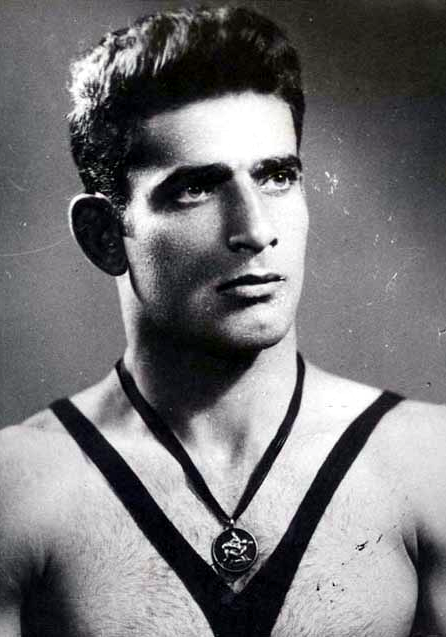
امامعلی حبیبی، کشتی‌گیر مازندرانی، صاحب چهار مدال طلای جهان و المپیک و نخستین فرد ایرانی بود که در المپیک ملبورن به مدال طلا دست یافت.

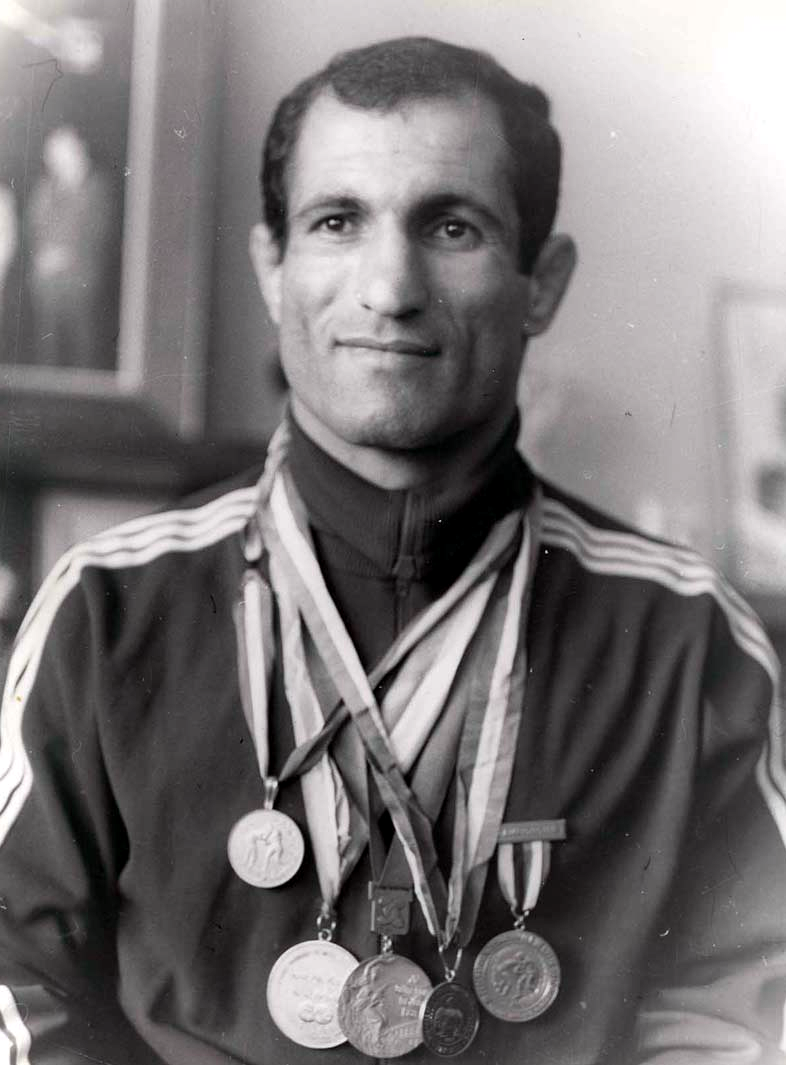
عبدالله موحد، کشتی‌گیر مازندرانی، اهل بابلسر صاحب شش مدال طلای جهان و المپیک.

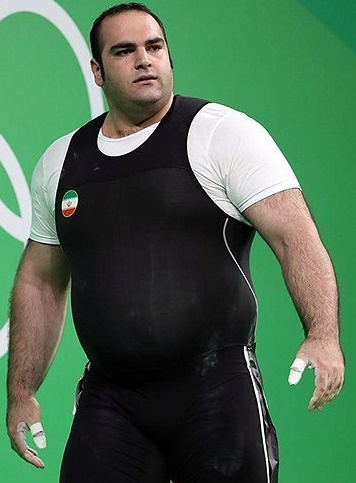
بهداد سلیمی، وزنه‌بردار مازندرانی، اهل قائمشهر صاحب سه مدال طلای جهان و المپیک.

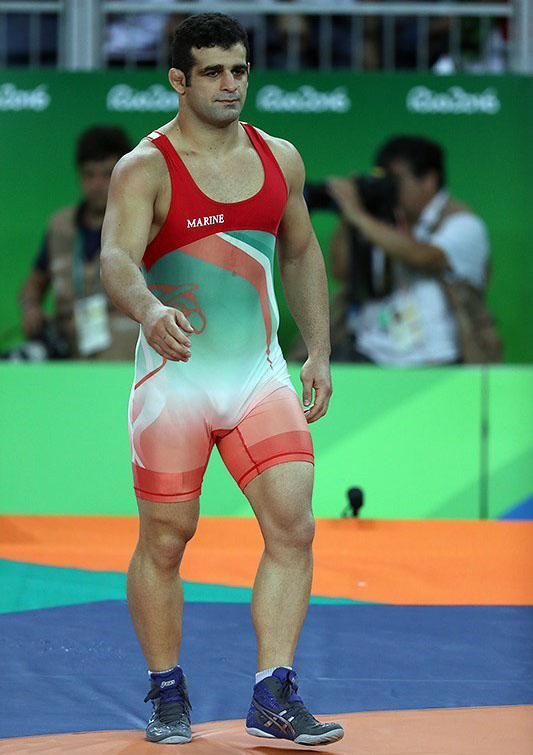
قاسم رضایی، کشتی‌گیر مازندرانی، اهل آمل پرافتخارترین فرنگی کار ایران در المپیک با یک مدال طلا و یک برنز.

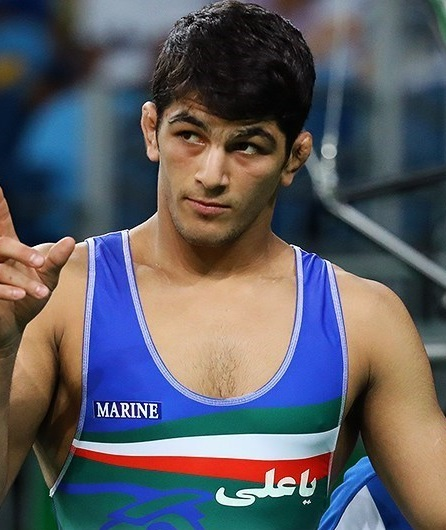
حسن یزدانی، کشتی‌گیر مازندرانی، اهل جویبار و پرافتخار ترین کشتی گیر ایران در المپیک به همراه غلامرضا تختی.

### کشتی آزاد
- طلا امامعلی حبیبی: ۶۷ کیلوگرم ـ ۱۹۵۶ ملبورن
- طلا عبدالله موحد: ۷۰ کیلوگرم ـ ۱۹۶۸ مکزیکو سیتی
- طلا کمیل قاسمی:۱۲۰ کیلوگرم ـ ۲۰۱۲ لندن
- طلا حسن یزدانی: ۷۴ کیلوگرم ـ ۲۰۱۶ ریو

### کشتی فرنگی
- طلا قاسم رضایی: ۹۶ کیلوگرم ـ ۲۰۱۲ لندن
- طلا محمدهادی ساروی: ۹۷ کیلوگرم ـ ۲۰۲۴ پاریس

### وزنه‌برداری
- طلا حسین توکلی: ۱۰۵ کیلوگرم – ۲۰۰۰ سیدنی
- طلا بهداد سلیمی: ۱۰۵+ کیلوگرم – ۲۰۱۲ لندن

## برندگان مدال نقره

### کشتی آزاد
- نقره عسکری محمدیان: ۵۷ کیلوگرم – ۱۹۸۸ سئول
- نقره عسکری محمدیان: ۶۲ کیلوگرم – ۱۹۹۲ بارسلون
- نقره کمیل قاسمی: ۱۲۵ کیلوگرم – ۲۰۱۶ ریو
- نقره حسن یزدانی: ۸۶ کیلوگرم – ۲۰۲۰ توکیو
- نقره حسن یزدانی: ۸۶ کیلوگرم – ۲۰۲۴ پاریس
- نقره رحمان عموزاد: ۶۵ کیلوگرم – ۲۰۲۴ پاریس
- نقره امیرحسین زارع: ۱۲۵ کیلوگرم – ۲۰۲۴ پاریس

## برندگان مدال برنز

### کشتی آزاد
- برنز مراد محمدی: ۶۰ کیلوگرم – ۲۰۰۸ پکن
- برنز امیرحسین زارع: ۱۲۵ کیلوگرم – ۲۰۲۰ توکیو

### کشتی فرنگی
- برنز قاسم رضایی: ۹۸ کیلوگرم – ۲۰۱۶ ریو
- برنز محمدهادی ساروی: ۹۷ کیلوگرم – ۲۰۲۰ توکیو

## ورزشکاران مازندرانی بر پایه مدال در المپیک
| ورزشکار        | طلا | نقره | برنز | جمع |
| -------------- | --- | ---- | ---- | --- |
| حسن یزدانی     | ۱   | ۲    | ۰    | ۳   |
| کمیل قاسمی     | ۱   | ۱    | ۰    | ۲   |
| قاسم رضایی     | ۱   | ۰    | ۱    | ۲   |
| محمدهادی ساروی | ۱   | ۰    | ۱    | ۲   |
| امامعلی حبیبی  | ۱   | ۰    | ۰    | ۱   |
| عبدالله موحد   | ۱   | ۰    | ۰    | ۱   |
| حسین توکلی     | ۱   | ۰    | ۰    | ۱   |
| بهداد سلیمی    | ۱   | ۰    | ۰    | ۱   |
| عسکری محمدیان  | ۰   | ۲    | ۰    | ۲   |
| امیرحسین زارع  | ۰   | ۱    | ۱    | ۲   |
| رحمان عموزاد   | ۰   | ۱    | ۰    | ۱   |
| مراد محمدی     | ۰   | ۰    | ۱    | ۱   |

## مازندران در المپیک تابستانی
| المپیک          | طلا                   | نقره                  | برنز                  | مجموع                 | رتبه                  |
| ۱۹۰۰ پاریس      | ۰                     | ۰                     | ۰                     | ۰                     | —                     |
| ۱۹۰۴–۱۹۳۶       | شرکت نداشت            | شرکت نداشت            | شرکت نداشت            | شرکت نداشت            | شرکت نداشت            |
| ۱۹۴۸ لندن       | ۰                     | ۰                     | ۰                     | ۰                     | ۳۴                    |
| ۱۹۵۲ هلسینکی    | ۰                     | ۰                     | ۰                     | ۰                     | ۳۰                    |
| ۱۹۵۶ ملبورن     | ۱                     | ۰                     | ۰                     | ۱                     | ۱۴                    |
| ۱۹۶۰ رم         | ۰                     | ۰                     | ۰                     | ۰                     | ۲۸                    |
| ۱۹۶۴ توکیو      | ۰                     | ۰                     | ۰                     | ۰                     | ۳۵                    |
| ۱۹۶۸ مکزیکوسیتی | ۱                     | ۰                     | ۰                     | ۱                     | ۱۹                    |
| ۱۹۷۲ مونیخ      | ۰                     | ۰                     | ۰                     | ۰                     | ۲۸                    |
| ۱۹۷۶ مونترآل    | ۰                     | ۰                     | ۰                     | ۰                     | ۳۳                    |
| ۱۹۸۰ مسکو       | شرکت نکرد (تحریم کرد) | شرکت نکرد (تحریم کرد) | شرکت نکرد (تحریم کرد) | شرکت نکرد (تحریم کرد) | شرکت نکرد (تحریم کرد) |
| ۱۹۸۴ لس‌آنجلس    | شرکت نکرد (تحریم کرد) | شرکت نکرد (تحریم کرد) | شرکت نکرد (تحریم کرد) | شرکت نکرد (تحریم کرد) | شرکت نکرد (تحریم کرد) |
| ۱۹۸۸ سئول       | ۰                     | ۱                     | ۰                     | ۱                     | ۳۶                    |
| ۱۹۹۲ بارسلون    | ۰                     | ۱                     | ۰                     | ۱                     | ۴۴                    |
| ۱۹۹۶ آتلانتا    | ۰                     | ۰                     | ۰                     | ۰                     | ۴۳                    |
| ۲۰۰۰ سیدنی      | ۱                     | ۰                     | ۰                     | ۱                     | ۲۶                    |
| ۲۰۰۴ آتن        | ۰                     | ۰                     | ۰                     | ۰                     | ۲۹                    |
| ۲۰۰۸ پکن        | ۰                     | ۰                     | ۱                     | ۱                     | ۵۱                    |
| ۲۰۱۲ لندن       | ۳                     | ۰                     | ۰                     | ۳                     | ۱۲                    |
| ۲۰۱۶ ریو        | ۱                     | ۱                     | ۱                     | ۳                     | ۲۵                    |
| ۲۰۲۰ توکیو      | ۰                     | ۱                     | ۲                     | ۳                     | ۲۷                    |
| ۲۰۲۴ پاریس      | ۱                     | ۳                     | .                     | ۴                     | ۲۱                    |
| مجموع           | ۸                     | ۷                     | ۴                     | ۱۹                    | ۳۰                    |

## والیبال

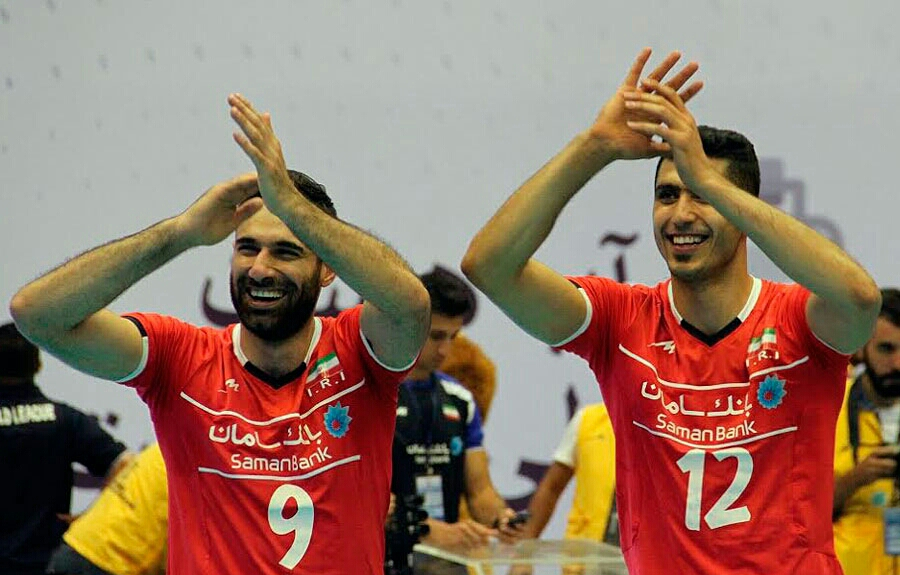
عادل غلامی و مجتبی میرزاجانپور، والیبالیست‌های ملی پوش مازندرانی، حاضر در تیم ملی در رقابت‌های المپیک، جهانی و آسیایی.

استان مازندران یکی از قطب‌های مهم والیبال کشور می‌باشدو شهر آمل در کنار ارومیه و گنبد کاووس یکی از سه قطب والیبال کشور می‌باشد. بخش قابل توجهی از ملی پوشان کشور از استان مازندران می‌باشد که بخش اعظم آن از شهر آمل هستند.
باشگاه والیبال کاله مازندران با ۷ مدال، دومین تیم افتخارآفرین لیگ برتر والیبال ایران است. این تیم توانست در مسابقات قهرمانی باشگاه‌های آسیا ۲۰۱۳ به عنوان قهرمانی آسیا برسد. همچنین شهرهای آمل، ساری و بابل جزو شهرهای والیبالیست‌خیز مازندران به حساب می‌آیند.

## والیبال نشسته
استان مازندران یکی از قطب‌های مهم والیبال نشسته کشور می‌باشد. شهرهای ساری، قائمشهر، بابل، آمل، بهشهر، نوشهر و چالوس از مهمترین قطب‌های والیبال نشسته کشور می‌باشند.

## فوتبال

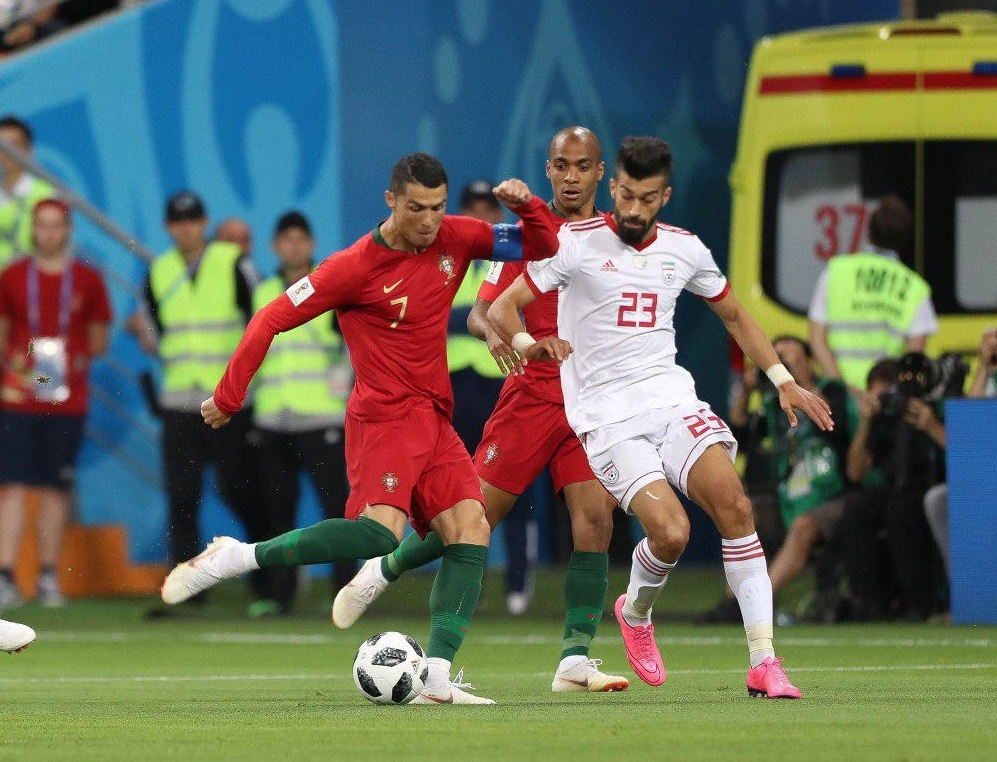
رامین رضاییان، بازیکن مازندرانی، اهل ساری حاضر در تیم ملی در جام جهانی در کنار کریستیانو رونالدو از بهترین بازیکنان تاریخ.

استان مازندران یکی از قطب‌های مهم فوتبال کشور می‌باشد. استان مازندران دارای بیشترین تعداد فوتبالیست در لیگ برتر می‌باشد. استان مازندران با داشتن چهار بازیکن در ترکیب اصلی تیم ملی فوتبال ایران در جام جهانی ۲۰۱۸ دارای بیشترین سهم بود. امید ابراهیمی، رامین رضاییان و مرتضی پورعلی گنجی سه بازیکن مازندرانی تیم ملی ایران در جام جهانی ۲۰۱۸ بوده‌اند.
تیم نساجی از پرطرفدارترین تیم‌های کشور می‌باشد که علاوه بر مازندران در استان‌های گلستان، سمنان، تهران، البرز و غیره نیز دارای طرفداران پرشماری می‌باشد. تیم فوتبال نساجی رکوردار حضور بیشترین تماشاگر در لیگ آزادگان است.
تیم باشگاهی نساجی قائمشهر مهمترین باشگاه بازیکن ساز استان مازندران می‌باشد.

## کشتی های مازندرانی

### کشتی لوچو

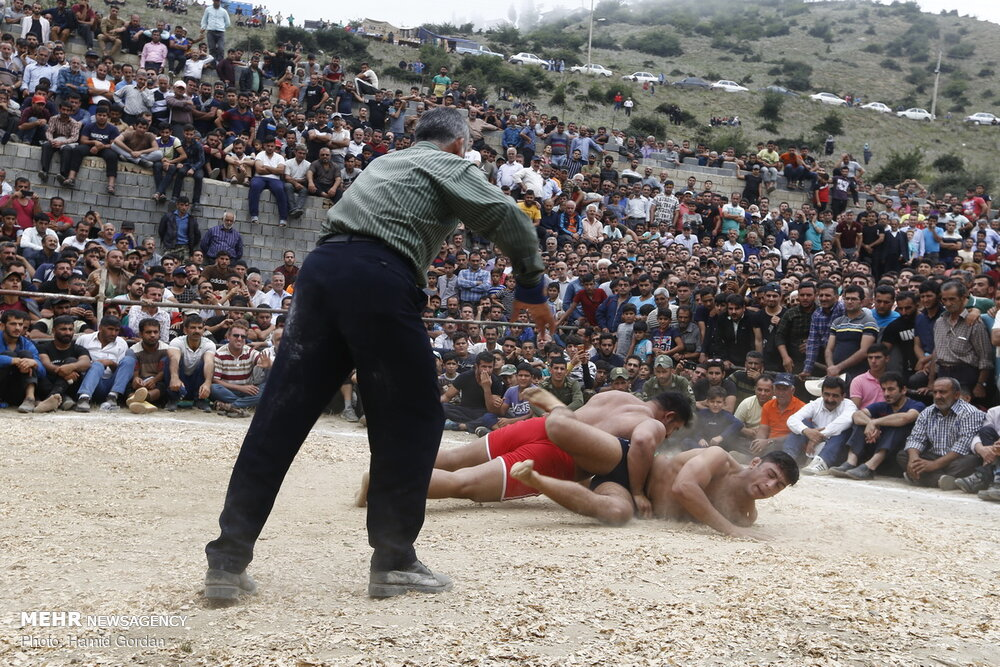
کشتی پهلوانی لوچو که قدمت آن به بیش از هزار سال پیش برمی‌گردد، یکی از ورزش‌های محلی استان مازندران است.

کشتی لوچو از ورزش‌های بومی مازندران است که می‌توان آن را مادر کشتی آزاد آن منطقه دانست. کشتی لوچو در تمامی نواحی استان مازندران من جمله در شهرستان گلوگاه، شهرستان بهشهر، شهرستان نکا، شهرستان ساری، شهرستان جویبار، شهرستان سوادکوه، شهرستان قائمشهر، شهرستان بابل، شهرستان بابلسر، شهرستان آمل، شهرستان محمودآباد، شهرستان نور، شهرستان نوشهر، شهرستان چالوس، شهرستان کلاردشت، شهرستان عباس‌آباد رایج می‌باشد. کشتی لوچو از ورزش‌های پهلوانی و سنتی مازندران می‌باشد. همه ساله، مردم زیادی همزمان با ۲۶ عیدماه تبری (۲۸ تیرماه خورشیدی) در آیینی که به جشن مردگان معروف است، با تهیهٔ انواع غذا و خوراکی‌های محلّی، در مزار اهل قبور به شادمانی و سرور می‌پردازند. در حین برگزاری این جشن، مسابقات کشتی سنتّی لوچو هم برای شناسایی پهلوان‌ترین فرد منطقه، اجرا می‌شود. «پلوون» لقبی است که مردمان طبری به لوچوکاران مازندران می‌دهند. پهلوان کشتی‌گیری است که در آبادی و ناحیه خود حریف و هماوردی ندارد. این فرد در روستای خود از مقام معنوی والا برخوردار است و هر زمان که لازم باشد به داوری و قضاوت در مسائل کار یا زندگی افراد پرداخته و مشاوره می‌دهد. دو طرف حکم و رای او را ناگزیر می‌دانند.

### کشتی چک چیشت
کشتی چک چیشت کشتی محلی بخش کوهستانی منطقه کجور یعنی شهرستان نور و شهرستان نوشهر و بخشی هایی از شهرستان چالوس می‌باشد.

### کشتی میس میسی
کشتی میس میسی کشتی محلی بخش کوهستانی کلارستاق یعنی شهرستان چالوس و شهرستان کلاردشت می‌باشد.

### کشتی دست دستی
کشتی دست دستی کشتی محلی بخشی از شهرستان چالوس، شهرستان عباس‌آباد می‌باشد.

### کشتی با شال
کشتی با شال یا شال کشتی یا کشتی میاوند یک کشتی مازندرانی می‌باشد که در شهرستان بهشهر، ‌شهرستان گلوگاه، شهرستان بندرگز، شهرستان کردکوی، شهرستان گرگان و شهرستان علی‌آباد کتول رایج است. در این کشتی شرکت کنندگان یک شال را به دور کمر خود می‌بندند. دستها را در کمر یکدیگر قفل کرده، با اشاره‌ی داور کشتی را آغاز می‌کنند. کشتی گیری که بتواند حریف را خاک کند، برنده‌ی بازی است.

## کشتی آزاد
استان مازندران قطب کشتی جهان می‌باشد و شهر جویبار پایتخت کشتی ایران می‌باشد. شهرهای جویبار، بابل، بابلسر، قائمشهر، ساری، سورک، نکا، بهشهر، خلیل‌شهر، رستمکلا، گلوگاه، لمراسک، زیرآب، پل سفید، شیرگاه، کیاکلا، بهنمیر، فریدونکنار، امیرکلا، آمل، چمستان، رویان، نور، نوشهر، کجور، چالوس، مرزن آباد، کلاردشت،محمودآباد ، سلمانشهر، عباس‌آباد و تنکابن از قطب‌های مهم کشتی آزاد در مازندران می‌باشند.

## کشتی فرنگی
استان مازندران یکی از قطب‌های اصلی کشتی فرنگی ایران می‌باشد و شهرهای آمل و نوشهر در کنار اندیمشک جز سه قطب کشتی فرنگی ایران می‌باشند.

## وزنه‌برداری
استان مازندران قطب اصلی وزنه‌برداری ایران می‌باشد. شهرهای قائمشهر، محمودآباد، ساری، ارطه و کیاکلا از قطب‌های اصلی وزنه‌برداری مازندران می‌باشد.

## تکواندو
استان مازندران یکی از قطب‌های مهم تکواندو کشور می‌باشد. شهرهای ساری، قائمشهر، بابل، آمل، جویبار، نوشهر، سلمانشهر و عباس‌آباد از قطب‌های مهم تکواندو مازندران می‌باشند.

## بوکس
استان مازندران یکی از قطب‌های بوکس کشور می‌باشد. شهرهای چمستان، نور، نوشهر، آمل، بابل، بابلسر، قائمشهر، ساری، نکا و بهشهر از قطب‌های مهم بوکس مازندران می‌باشند.

## ووشو
استان مازندران یکی از قطب‌های مهم ووشو کشور می‌باشد. شهرهای قائمشهر، محمودآباد، آمل، بابل، بابلسر، ساری، بهشهر، نوشهر، سلمانشهر و عباس‌آباد از مهمترین قطب‌های ووشو مازندران می‌باشند.

## کاراته
استان مازندران یکی از قطب‌های کاراته کشور می‌باشد. شهرهای قائمشهر ساری بابل آمل عباس‌آباد از مهمترین قطب‌های کاراته مازندران می‌باشند.

## پرورش اندام
استان مازندران یکی از قطب‌های اصلی پرورش اندام کشور می‌باشد. شهرهای نوشهر نور چمستان آمل بابل بابلسر قائمشهر جویبار ساری زیراب پل سفید و بهشهر از مهمترین قطب‌های پرورش اندام مازندران می‌باشند.

## هنری های رزمی ترکیبی(MMA)
استان مازندران یکی از قطب های هنرهای رزمی ترکیبی در کشور میباشد. شهرهای بابل ، بهشهر ، ساری ، آمل ، قائمشهر از مهمترین قطب های هنرهای رزمی ترکیبی مازندران می باشند، از قهرمانان در این رشته میتوان به حمیدصفی نژاد قهرمان جهان از بابل در جام قهرمانان جهان در روسیه نام برد.